# Шула, Станислав
Станислав Шула (чеш. Stanislav Šula; 24 октября 1867, Гросс-Карловиц, Австро-Венгрия — 19 июня 1932, Подебрады) — чешский музыкальный педагог.
Происходил из музыкальной семьи, дед, отец и дядя были канторами. Окончил учительскую семинарию в Оломоуце, преподавал в Липнике, затем в Быстршице, где также исполнял обязанности органиста в церкви Святого Ильи.
В 1894—1929 гг. преподаватель музыки в учительской семинарии в Кромержиже; в начале его работы здесь на него оказал значительное влияние Фердинанд Вах. Среди учеников Шулы были, в частности, Алоис Габа и Метод Долежил. После отъезда Ваха из Кромержижа в 1905 году Шула вместе с Юлиусом Раушером взял на себя руководство хором «Мораван» и работал с ним до 1919 года.